# Ensenada Cosentino
Die Ensenada Cosentino ist eine kleine Bucht im Nordwesten von Snow Island im Archipel der Südlichen Shetlandinseln. Sie liegt unmittelbar nordwestlich des Irnik Point.
Argentinische Wissenschaftler benannten sie. Der weitere Benennungshintergrund ist nicht überliefert.